# Berlin Letzte Vorstellung, Abschied von Kreuzberg
Berlin Letzte Vorstellung, Abschied von Kreuzberg (französischer Originaltitel: Berlin, dernière) ist ein Roman der französischen Autorin Kits Hilaire, der 1990 entstanden ist.
Als erster Roman nach dem Mauerfall und Vorläufer des dann aufkeimenden Genres „Wenderoman“ wurde Berlin, dernière zum Bestseller und Kultbuch.
In diesem ersten Roman vermittelt Kits Hilaire eine ungewöhnliche Wahrnehmung des Mauerfalls und seiner Folgen, aus der eine originelle Deutschlanddarstellung abseits gängiger Bilderwelten hervorgegangen ist, wo Szenen und Gedanken den Zeitgeist einer Generation widerspiegeln.

## Form
In Form von Tagebuchnotizen schildert „Berlin Letzte Vorstellung, Abschied von Kreuzberg“ die Sicht einer Jugendlichen in Kreuzberg. Hauptschauplätze sind düstere Abbruchhäuser, die Straße, wo sich der Geruch von Kohle und Kebab verbreitet, und natürlich die Mauer – all das, was zum „Mythos Kreuzberg“ gehört.

## Inhalt
Die Geschichte beginnt in den 1980er Jahren und endet im Januar 1990, als die Vorstellung von der Existenz zweier deutscher Staaten schon begraben war.
Eine sehr junge Frau kommt nach Kreuzberg. Sie ist Französin, und Kreuzberg scheint ihr der einzige Ort zum Leben zu sein. Eine Insel inmitten Berlins, das Refugium der Jugendkultur, Utopia für all jene, die nicht zum Mainstream gehören wollten, das Paradies, das im Bewusstsein der Bewohner schon immer bestand und das in ihrer Vorstellung auch immer da sein wird.
In Kreuzberg vergisst man, dass anderswo etwas anderes existiert, dass es anderswo die Natur, die normalen Leute gibt.(…) Man verliert das Gefühl für die Außenwelt, für das Jenseits der Mauer.(...) Kreuzberg war das Zentrum der Welt – der einzig mögliche Ort, die einzig lebbare Wirklichkeit.(…) Meine Familie, das sind die Straßen hier. Der Beton und die Leute, aus denen diese Straßen zusammengesetzt sind.
Kreuzberg ist für die Erzählerin zentral, lebensgeschichtlich, der Kern ihrer Identitätsbildung. Berlin präsentiert sich als ein unwirklicher und gerade deshalb perfekter Unort, der im Fall zum physischen Ausdruck des Elends des Heranwachsens wird. Weder Alltag noch der Duft der großen Welt drangen bis nach Kreuzberg vor, das an der Mauer klebte. Die Außenwelt interessierte sich auch nicht für den Stadtteil – nur ab und zu, als Neugierobjekt. Das Buch dreht sich immer wieder um die Geborgenheit, das Eingeschlossensein in Kreuzberg – eingeschlossen „so wie im Mutterbauch“.

## Der Roman als zeitgeschichtliche Darstellung
Der Mythos Kreuzberg zerbricht, als die Mauer fällt und Kreuzberg über Nacht vom Randbezirk zur Mitte Berlins wird. Mit dem Eindringen der Außenwelt löst sich Kreuzberg als geschützte Zone auf. Der einst für Bauspekulanten unattraktive Randbezirk ist zu einer der ersten innerstädtischen Adressen Berlins geworden und bietet kein Refugium mehr. Eine exotische Spielwiese ist zertrampelt worden, die einst geschützt im Schatten der Mauer blühte. Groß ist das Misstrauen und die Angst vor einem wieder vereinigten Deutschland, „in dem sich der rechte Arm nach oben recken würde.“

## Ausgaben
- Kits Hilaire: Berlin, dernière. Flammarion, Paris 1990, ISBN 2-08-066503-0.
- Kits Hilaire: Berlin – letzte Vorstellung: Abschied von Kreuzberg. Aus dem Französischen von Barbara Traber. Ed. Erpf, Bern/München 1991, ISBN 3-905517-31-0.